# بين نارين (فلم)
بين نارين فيلم مصري من إنتاج عام 1945، بطولة أنور وجدي وراقية إبراهيم، إخراج جمال مدكور.

## فريق العمل
- أنور وجدي في دور حلمي
- راقية إبراهيم في دور امينة
- أمينة نور الدين في دور علية
- محمود المليجي في دور مدحت
- فردوس محمد في دور فاطمة
- زينب صدقي
- أمينة شريف
- ثريا فخري
- محمد توفيق
- زينات صدقي
- نيللي مظلوم

## روابط خارجية
- مقالات تستعمل روابط فنية بلا صلة مع ويكي بيانات